# 426 (číslo)
Čtyři sta dvacet šest je přirozené číslo. Následuje po číslu čtyři sta dvacet pět a předchází číslu čtyři sta dvacet sedm. Římskými číslicemi se zapisuje CDXXVI a řeckými číslicemi υκς.

## Matematika
426 je:
- Deficientní číslo
- Složené číslo
- Nešťastné číslo

## Astronomie
- (426) Hippo je planetka hlavního pásu, kterou objevil v roce 1897 Auguste Charlois

## Roky
- 426
- 426 př. n. l.